# Interstate 590
Pour les articles homonymes, voir Route 590.
L'Interstate 590 (I-590) est une autoroute auxiliaire qui dessert les banlieues sud-est de Rochester, dans l'État de New York. Elle parcourt 5,31 miles (8,55 km) depuis un échangeur avec l'I-390 à Brighton jusqu'à un échangeur avec l'I-490 et la NY 590 dans les limites de Rochester. L'I-590 forme le quadrant sud-est de la Rochester Outer Loop, laquelle continue à l'ouest sur l'I-390 et au nord sur la NY 590. L'autoroute est une autoroute collectrice de l'I-90, à laquelle elle n'est pas reliée, liaison qui se fait via l'I-390 et l'I-490.

## Description du tracé

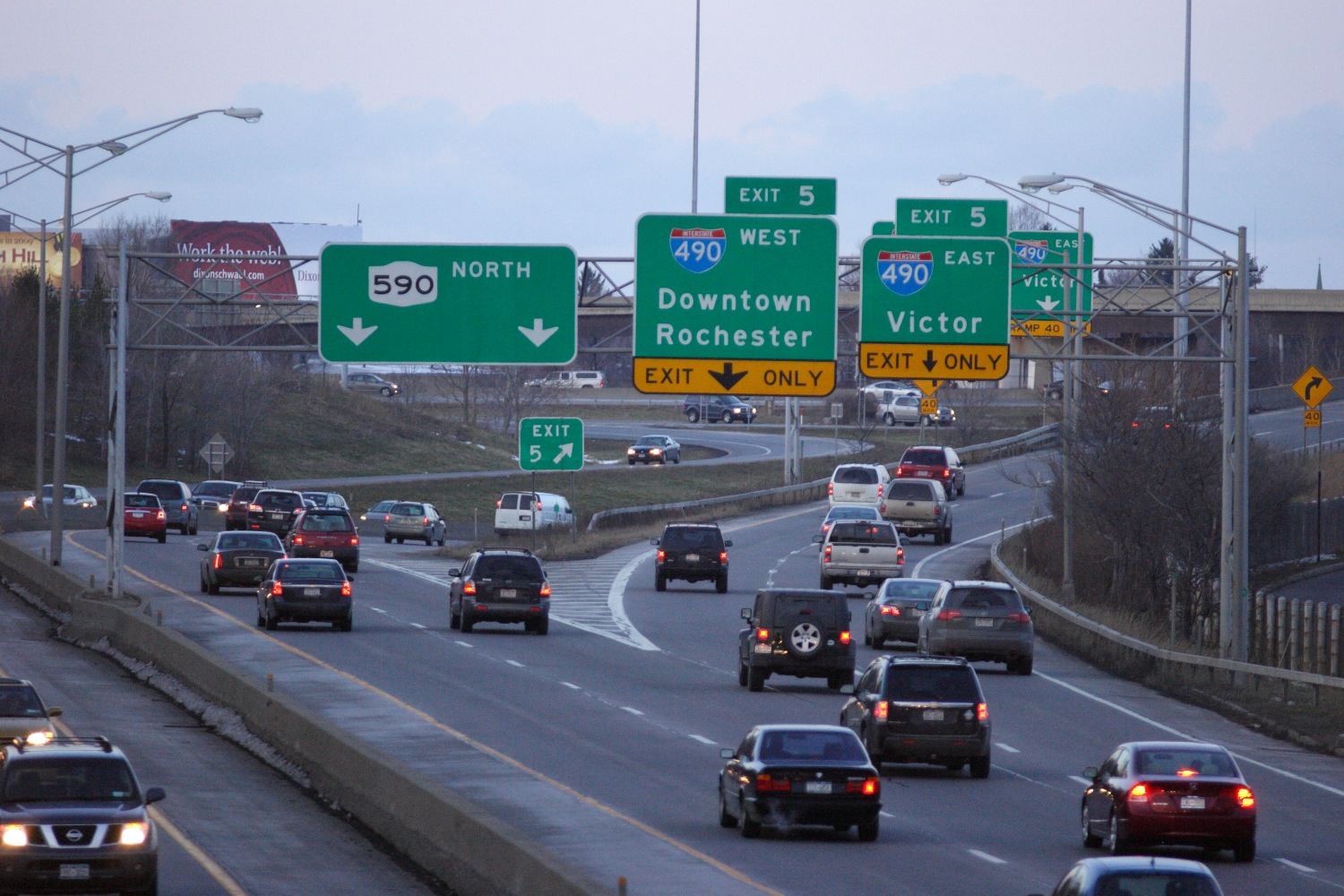
Terminus nord de l'I-590.

L'I-590 débute à un échangeur avec l'I-390 dans la ville de Brighton, une banlieue sud de Rochester. La route se dirige vers l'est et croise une voie locale. Après cet échangeur, le paysage change rapidement, passant des champs aux quartiers résidentiels. L'I-590 bifurque vers le nord et croise la NY 31. L'autoroute se dirige vers le nord pour atteindre son terminus à la jonction avec l'I-490. Au-delà du terminus, la route se continue comme NY 590 vers Sea Breeze, à Irondequoit, sur les rives du Lac Ontario.

## Liste des sorties
| Interstate 590     |              |      |      |        |                                             | |
| Comté              | Municipalité | mi   | km   | Sortie | Intersections / Destinations                | Notes                                                                                                |
| Monroe             | Brighton     | 0,00 | 0,00 | —      | I-390 vers I-90 – Corning, Aéroport, Greece | Sortie 15 de l'I-390                                                                                 |
| Monroe             | Brighton     | 1,41 | 2,27 | 1      | Winton Road                                 | |
| Monroe             | Brighton     | 3,04 | 4,89 | 2      | NY 31 (en) (Monroe Avenue) – Pittsford      | Indiqué sortie 2A (ouest) et 2B (est) en direction sud; pas d'accès depuis NY 31 est vers I-590 nord |
| Monroe             | Brighton     | 3,75 | 6,04 | 3      | Elmwood Avenue                              | Sortie direction sud, entrée direction nord                                                          |
| Monroe             | Brighton     | 4,46 | 7,18 | 4      | Highland Avenue                             | Sortie direction nord, entrée direction sud                                                          |
| Monroe             | Rochester    | 5,07 | 8,16 | 5      | I-490 – Centre-ville de Rochester, Victor   | Sortie 21 de l'I-490                                                                                 |
| Monroe             | Rochester    | 5,07 | 8,16 | —      | NY 590 (en) nord                            | Continue au-delà comme NY 590                                                                        |
| - Accès incomplet> |              |      |      |        |                                             | |